# Berthelange
Berthelange ist eine französische Gemeinde mit 358 Einwohnern (Stand: 1. Januar 2022) im Département Doubs in der Region Bourgogne-Franche-Comté.

## Geographie
Berthelange liegt auf 270 m, etwa 19 Kilometer westsüdwestlich der Stadt Besançon (Luftlinie). Das Dorf erstreckt sich nordwestlich von Saint-Vit in der leicht gewellten Landschaft zwischen den Flussläufen von Doubs im Süden und Ognon (im Norden).
Die Fläche des 4,07 km² großen Gemeindegebiets umfasst einen Abschnitt nördlich des Doubstals. Die teils mit Acker- und Wiesland, teils mit Wald bestandene Landschaft zeigt nur geringe Reliefunterschiede. Über die Hochfläche verläuft die Wasserscheide zwischen Doubs und Ognon. Hier wird mit 294 m die höchste Erhebung von Berthelange erreicht. Im Westen befinden sich die Waldgebiete von Bois des Cordes und Bois des Combottes. Nach Norden erstreckt sich das Gemeindeareal bis zur Talung des Ruisseau du Breuil (linker Zufluss des Ognon).
Nachbargemeinden von Berthelange sind Ferrières-les-Bois im Norden, Saint-Vit im Osten, Évans im Süden sowie Mercey-le-Grand im Westen.

## Geschichte
Verschiedene Funde weisen darauf hin, dass das Gemeindegebiet von Berthelange bereits während der gallorömischen Zeit besiedelt war. Auf der Flur Le Château wurden Mauerfundamente einer römischen Villa entdeckt. Erstmals urkundlich erwähnt wird Berthelange im Jahr 1130 unter dem Namen Bertoldenges in einem Güterverzeichnis des Klosters Acey.

## Sehenswürdigkeiten

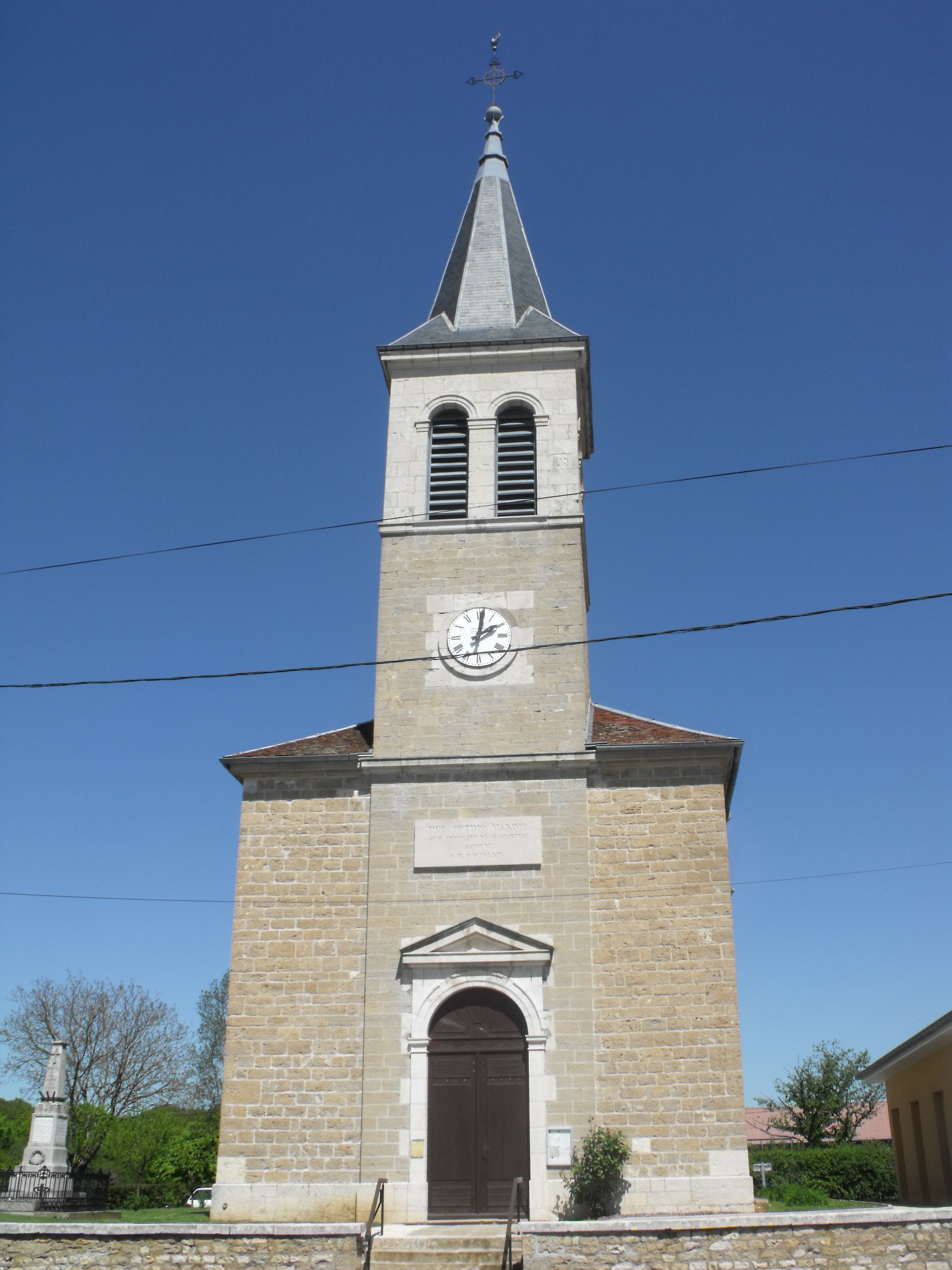
Kirche Saint-Martin

Die Kirche Saint-Martin in Berthelange wurde im Jahr 1869 eingeweiht und besitzt eine reiche Ausstattung, darunter ein Hauptaltar aus Marmor, ein Tabernakel aus dem 18. Jahrhundert und reich geschnitztes Mobiliar. 
Im alten Ortskern sind verschiedene Bauernhäuser im traditionellen Stil der Franche-Comté aus dem 16. und 17. Jahrhundert erhalten.

## Bevölkerung
| Jahr                       | 1962 | 1968 | 1975 | 1982 | 1990 | 1999 | 2016 |
| Einwohner                  | 107  | 104  | 112  | 169  | 193  | 210  | 320  |
| Quellen: Cassini und INSEE |      |      |      |      |      |      |      |

Mit 358 Einwohnern (Stand 1. Januar 2022) gehört Berthelange zu den kleinen Gemeinden des Départements Doubs. Nachdem die Einwohnerzahl in der ersten Hälfte des 20. Jahrhunderts stets im Bereich zwischen 110 und 130 Personen gelegen hatte, wurde seit Beginn der 1970er Jahre ein deutliches Bevölkerungswachstum verzeichnet. Seither hat sich die Einwohnerzahl etwa verdoppelt.

## Wirtschaft und Infrastruktur
Berthelange war bis weit ins 20. Jahrhundert hinein ein vorwiegend durch die Landwirtschaft (Ackerbau, Obstbau und Viehzucht) und die Forstwirtschaft geprägtes Dorf. Daneben gibt es heute einige Betriebe des lokalen Kleingewerbes. Mittlerweile hat sich das Dorf auch zu einer Wohngemeinde gewandelt. Viele Erwerbstätige sind Wegpendler, die in der Agglomeration Besançon ihrer Arbeit nachgehen.
Die Ortschaft liegt abseits der größeren Durchgangsstraßen an einer Departementsstraße, die von Saint-Vit nach Mercey-le-Grand führt. Der nächste Anschluss an die Autobahn A36, welche das Gemeindegebiet durchquert, befindet sich in einer Entfernung von ungefähr 13 Kilometern. Weitere Straßenverbindungen bestehen mit Ferrières-les-Bois und Évans.